# شاهدخت یوکو میکاسا
شاهدخت یوکو میکاسا (به ژاپنی: 瑶子女王, Yōko Joō) (متولد ۲۵ اکتبر ۱۹۸۳) دومین دختر شاهزاده توموهیتو میکاسا است.